# Digimonde
Le Digimonde (デジタルワールド, Dejitaru Wārudo, Monde Digital) est un monde fictif appartenant à la franchise médiatique japonaise Digimon, créée par Akiyoshi Hongo, et distribuée par la société Bandai. Le Digimonde est un monde parallèle au monde réel, ou la Terre, duquel la majorité des habitants, les Digimon, y est originaire. Intégralement et exclusivement composé de données informatiques, et accessible par le biais de réseaux de télécommunications, ou portails, le monde est cité et utilisé comme décor à de nombreuses reprises dans la série télévisée, les jeux vidéo, et de temps à autre, les cartes à jouer, notamment.

## Conception
Les prémices d'un monde dans lequel vivraient les créatures homonymes de la franchise Digimon peuvent être retracées dans le jeu vidéo Digimon World, commercialisé au Japon le 28 janvier 1999 sur PlayStation, et dans lequel le jeune protagoniste se fait aspirer depuis son virtual pet dans un monde parallèle, plus précisément dans un petit village appelé La Capitale. Là-bas, il découvre être atterri dans ce qui est désormais connu dans la série sous le nom d'île des Fichiers Binaires. Cette île sert par la suite d'environnement dans la plupart des jeux vidéo de la franchise, tels que Digimon World 2 en 2000, et Digimon World Re:Digitize en 2012.
Le jeu vidéo Digimon Tamers: Brave Tamer, commercialisé au Japon le 21 décembre 2001 sur WonderSwan Color, révèle les origines du Digimonde. Dans le scénario, le premier ordinateur au monde, l'Atanasoff–Berry Computer (ABC), démarre le développement des principales fondations de ce qui constituera le Digimonde, dès l'année 1939, pendant trois ans. En parallèle, l'Electronic Numerical Integrator Analyser and Computer (ENIAC) participe au développement de ce monde, avant que les gouvernements américains et britanniques ne fassent secrètement alliance en 1948 afin d'intercepter les communications et développer un projet appelé SIGNIT (Signal Intelligence). En 1970, le tout premier ver informatique conçu à la base pour détruite toute donnée encombrante, infecte les ordinateurs de la défense américaine. En 1984, une équipe dé développeurs commence la programmation d'intelligences artificielles qu'ils nommeront par la suite « Digimon », mais abandonne peu après le projet. Néanmoins, les données de leurs créations sont accidentellement trouvées par l'ABC et l'ENIAC, et une petite parcelle du Digimonde, ainsi que quelques habitants commencent à émerger en 1986. 
À la télévision, le Digimonde est pour la toute première fois intronisé dans l'anime Digimon Adventure, initialement diffusé au Japon le 7 mars 1999 sur la chaîne Fuji Television. Les protagonistes entrent depuis leur monde dans un univers parallèle entièrement composé de données informatiques afin de faire la rencontre de leurs partenaires Digimon, et combattre les forces maléfiques ; néanmoins, l'idée d'humains entrant dans un monde électronique ou numérique date aux abords des années 1970, notamment avec la sortie du film Tron.
Chiaki J. Konaka, chargé de la conception des personnages pour la troisième saison de l'anime, Digimon Tamers, partage sa vision et ses multiples explications quant à la conception du Digimonde. Selon lui, « le Digimonde dans la série n'est pas le même que le réseau informatique (d'après ce que nous comprenons), mais un monde au-delà du réseau. Cependant, comme pour les précédentes séries, le réseau repose sur la connexion entre les deux mondes. » Dans le scénario, les Digimon ont été créés par de jeunes programmeurs dans des réseaux locaux, en tant qu'intelligences artificielles (programme de donnée) ; ceux-ci décident par la suite de développer un programme d'« évolution » autonome des Digimon, afin de faciliter leur transformation,.

## Anime

### Digimon Adventure
La première saison de l'anime, intitulée Digimon Adventure, permet l'introduction directe du Digimonde aux téléspectateurs, et cela dès le premier épisode. Dans l'anime, les sept digisauveurs, sont aspirés à travers un portail les menant directement dans une dimension parallèle composée de données informatiques, afin de faire la rencontre de leurs partenaires Digimon. Plusieurs épisodes plus tard, les enfants apprennent le but de leur venue ; ils doivent faire alliance afin de vaincre les forces maléfiques, incluant les Maîtres de l'ombre, menaçant la survie du Digimonde et de ses habitants. Dans ce monde, les Digimon possèdent un cycle de vie ; ils naissent à partir de digi-œufs, grandissent et vieillissent temporairement ou définitivement, selon les circonstances, et sont uniquement destinés à se battre. Leur cycle de vie est partiellement révélé dans le 12e épisode Les bébés Digimon dans lequel le gardien Elecmon veille sur la sécurité des digi-œufs ; dans le même épisode, Elecmon révèle qu'un tout premier groupe d'enfants élus avait auparavant combattu un Digimon maléfique infecté par un virus ravageur, afin de restaurer la paix dans le Digimonde.
Initialement, le Digimonde se compose de quelques petites îles fragmentées, localisées dans un environnement post-apocalyptique, oppressant et très peu coloré. C'est dans l'une de ces îles, l'île des Fichiers Binaires, que les enfants atterrissent pour la première fois dans le Digimonde, tel qu'il est rappelé dans le 45e épisode La dernière dispute. À quelques reprises, les enfants parviennent également à revenir dans leur monde initial, par le biais d'un ordinateur ou d'un portail.
La deuxième saison de l'anime, Digimon Adventure 02, dans lequel les principaux protagonistes de la première saison sont présents au second plan, détaille plus amplement la complexité du Digimonde. Celui-ci se superpose à trois autres dimensions ; deux dimensions sont caléidoscopiques, et possèdent le pouvoir de transformer littéralement les pensées en réalité, comme décrit dans le 48e épisode intitulé La dernière frayeur. L'une de ces dimensions est décrite comme un « monde rempli de ténèbres », sinistre, présageant un océan possédant le pouvoir d'amener les pensées les plus sombres à la vie, dans le 31e épisode intitulé Les extrêmes s'attirent. Dans leur histoire, ces deux mondes ont absorbé suffisamment de données en provenance du Digimonde pour amener les pensées à la vie ; ce pouvoir, combiné avec les données du Digimonde, donne vie aux pensées, rêves, et espoirs des humains sous la forme de créatures numériques.

### Digimon Tamers
La troisième saison de l'anime, intitulée Digimon Tamers, détaille significativement les origines et les nombreux aspects du Digimonde. Konaka, chargé de la conception des personnages pour cette troisième saison, donne également plus de précisions à ce sujet. Contrairement aux deux précédentes saisons Digimon Adventure et Digimon Adventure 02, Digimon Tamers présente une trame différente et bien plus complexe, dans laquelle Digimon est perçue par les personnages comme une franchise commerciale.
Dans cette saison, il est raconté que les gouvernements américains et britanniques s'étaient alliés afin de créer un système d'interception de signaux numériques durant la Guerre froide pendant les années 1940. Près de quarante années plus tard, dans les années 1980, le professeur Rob « Dolphin » McCoy, le père d'Alice McCoy, et ses étudiants à cette période dont le père d'Henry Wong, commencent à effectuer des recherches et à créer une nouvelle forme de vie numérique baptisée « Digimon ». À la suite de dysfonctionnements, le projet est annulé, mais certaines données de ce projet émergent accidentellement dans le réseau informatique et créent les fondations d'un nouveau monde numérique autonome. À cette même période, plusieurs pays testent l'efficacité de l'intelligence artificielle et créent les digi-gnomes. En 1997, une société renommée au Japon (supposément Bandai) lance une gamme de produits commerciaux des Digimon.

### Autres saisons
Le monde de Digimon Frontier est divisé en dix régions, lesquelles représentent l'un des dix éléments du Digimonde - le feu, la lumière, la glace, le vent, le tonnerre, la terre, le bois, l'eau, l'acier et les ténèbres. Dans ce monde, il existe une ligne massive de trains traversant la planète, avec une gare dans chacune des régions, permettant aux Digimon de type trains (en l'occurrence, les Trailmon) d'entrer en gare et de transporter les passagers d'une région à une autre. Dans l'ancien temps, le Digimonde faisait face à une guerre sans merci entre les Digimon humanoïdes et Digimon de type bestial. Peu après vint un ange nommé Lucemon qui mit fin à la guerre et ramenant par la suite la paix et la prospérité. Lucemon a cependant grandit dans la corruption, devenant par la suite un guide tyrannique.
Dans l'univers de Digimon Data Squad, plus de gens s'occupent des Digimon et du Digimonde. La DATS - Digital Accident Tactics Squad - une organisation secrète gouvernementale, se charge d'éviter, de prévenir et de balayer tous les types de dommages ou d'attaques que les Digimon causent dans le monde réel. Un bon nombre d'anciens digisauveurs (ou dompteurs) sont membres de la DATS. Cependant, certains Digimon du Digimonde haïssent les humains à cause d'un génocide massif de Digimon, dix ans auparavant, causé par un groupe de renégats humains et de Gizmon travaillant pour Akihiro Kurata, ayant envahi le Digimonde et tentant d'annihiler sans merci toutes espèces de Digimon. Une majeure partie du Digimonde semblent être à la merci de Mercurymon, l'un des douze Olympiens du Digimonde, mais certains Digimon ne lui obéissent pas et désapprouvent totalement sa colonisation. Il existe le mythe d'un "Dieu" nommé Yggdrasil, dont Mercurymon mentionne dans l'épisode 24. Yggdrasil est sous la protection de la « Garde Royale », un groupe de Digimon du niveau méga surpuissants. Il existe aussi dans le Digimonde, des îles flottantes, des plantes carnivores, une ville construite dans un canyon et un centre de recherches abandonné. Il existe aussi une capitale sacrée sur le dos d'Elradimon.

## Médias
Les nombreux produits dérivés dérivés de la franchise Digimon présentent le Digimonde sous de nombreux aspects. Hormis l'Digimon#Anime, les jeux vidéo, cartes à jouer, et les mangas, entre autres, représentent des aspects parfois déjà cités ou exclusifs du Digimonde.